# Wahlfälschung
Die Wahlfälschung, auch als Wahlbetrug bezeichnet, ist die bewusste Manipulation einer Wahl entgegen demokratischen Prinzipien, um das Wahlergebnis zu Gunsten oder Ungunsten einer Partei bzw. der Wahl als solcher zu verändern.
Bei Wahlfälschungen im engeren Sinne werden die geltenden Regeln verletzt, um das gewünschte Ergebnis zu erreichen. Daneben gibt es eine Reihe von Methoden unzulässiger Wahlbeeinflussung.
Wahlfälschungen können von den zur Wahl stehenden Kandidaten oder Parteien vorgenommen oder veranlasst werden, oder von interessierten Dritten, zum Beispiel Interessengruppen, die hinter einem Kandidaten oder einer Partei stehen.
In Deutschland ist Wahlfälschung gemäß §§ 107 ff des Strafgesetzbuchs (StGB) strafbar. Auch in der DDR wurde dies (formal) unter Strafe gestellt (§ 211 DDR-STGB). Der wohl bekannteste deutsche Wahlfälscher der jüngeren Geschichte war Hans Modrow (SED, PDS, Die Linke), der deswegen verurteilt wurde. Der Bundesgerichtshof hob auch die Freisprüche des stellvertretenden Generalstaatsanwalts der DDR und dreier weiterer leitender DDR-Staatsanwälte vom Vorwurf der Rechtsbeugung wegen der Verhinderung jeglicher Überprüfung von Strafanzeigen wegen Wahlfälschung, die kritische DDR-Bürger nach den Kommunalwahlen im Mai 1989 erstattet hatten, 1997 auf. (BGH, Urteil vom 21. August 1997 – 5 StR 403/ 96)
Wahlfälschungen treten meist in diktatorischen Systemen auf, in denen Scheinwahlen das gewünschte Ergebnis sicherstellen sollen. In demokratischen Systemen können Wahlfälschungen ebenso auftreten, sollen aber durch größtmögliche Transparenz und mehrstufige Sicherheits- und Kontrollsysteme unterbunden werden.

## Methoden der Wahlfälschung
Wahlbetrug ist eine gesetzwidrige Verfälschung des Wahlergebnisses, die gegenüber dem Wahlvolk, gegebenenfalls auch den Wahldurchführenden oder der Wahlleitung, verdeckt erfolgt.

### Stimmbetrug durch Einzelpersonen
Einzelpersonen können versuchen, ohne Wahlberechtigung abzustimmen, mehrfach abzustimmen oder anstelle von Dritten zu stimmen. Eine Auswahl von Möglichkeiten sind:
- Wenn sich Wähler bei der Wahl nicht auszuweisen brauchen, können Personen versuchen, unter falscher Identität abzustimmen.
- Bestehen auch keine Wählerlisten für einzelne Wahllokale, können Personen versuchen, in mehreren Wahllokalen ihre Stimme abzugeben.
- Besteht die Möglichkeit der Briefwahl, können Personen versuchen, Wahlunterlagen für nicht zur Wahl gehende Wahlberechtigte (geistig Behinderte, Demente, unbekannt Verzogene, zum Verkauf ihrer Wahlunterlagen bereite Personen) zu beantragen und ausgefüllt abzusenden.
- Bei Besitz mehrerer Staatsbürgerschaften seine Stimme an staatsübergreifenden Wahlen (z. B. Europawahl) in mehreren Staaten abzugeben.[1]

Bleibt der Stimmbetrug auf eine oder wenige Einzelstimmen beschränkt, ist der Einfluss auf das Ergebnis der Wahl gering, häufig sogar vernachlässigbar.

### Organisierte Wahlfälschung
Organisierte Wahlfälschung wird von der Regierung, an der Wahl teilnehmenden Kandidaten/Parteien oder anderen am Wahlausgang interessierten Gruppen in organisierter Form durchgeführt, um das Wahlergebnis in erheblichem Maß zu verfälschen. Mögliche Methoden hierzu sind:
- Stimmbetrug (siehe Vorabschnitt) in organisierter Form
- Wenn die Wahlfälscher Einfluss auf Wahlhelfer in Wahllokalen haben:
  - Stimmzettel für nicht erschienene Wahlberechtigte werden ausgefüllt und die Stimmabgabestatistik im Wählerverzeichnis entsprechend manipuliert.
  - Nach Öffnung der Wahlurne werden ‚nicht genehme‘ Stimmzettel weggeworfen und durch ‚genehme‘ Stimmzettel ersetzt.
  - ‚Nicht genehme‘ Stimmzettel können durch zusätzliche Kreuze oder Verdoppelung der Stimmzettel ungültig gemacht werden.
- Wenn die Wahlfälscher Einfluss auf die Wahl ausführende Behörden haben:
  - Verbleib verstorbener oder Neueintragung nicht existenter Personen in Wählerlisten, für die durch Strohmänner Stimmen abgegeben werden.
  - Eingesetzte Wahlmaschinen können manipuliert werden.
- Wenn die Wahlfälscher Einfluss auf die Wahlleitung/Wahlaufsicht haben:
  - Falsche Zuordnung von Stimmen auf Kandidaten bei der Berechnung des Gesamtergebnisses
  - Komplettes ‚Erfinden‘ eines gewünschten Wahlergebnisses, gegebenenfalls mit Manipulation der Wahldokumente und der übersandten Stimmzettel

### Indirekte (mittelbare) Wahlfälschung
Bei der indirekten (mittelbaren) Wahlfälschung geht es nicht darum, ein einzelnes Wahlergebnis zu verfälschen, sondern darum, die (gesetzlichen) Rahmenbedingungen so zu gestalten, dass eine bestimmte Partei oder unbemerkt eine gewisse Klientel (z. B. ein herrschendes politische Establishment) durch grundsätzliche Regelungen wie durch Gerrymandering oder indirekte gesetzliche Förderung einen gesetzlich privilegierten Zugang zum Parlament erhält.

## Verhinderung von Wahlfälschungen
Das wichtigste Kontrollinstrument ist der Grundsatz der Öffentlichkeit der Wahl (u. a. § 31 BWahlG), bei der niemand daran gehindert werden darf, durch eigene Beobachtung die Rechtmäßigkeit der Wahl zu kontrollieren. Wenn Zweifel an der Rechtmäßigkeit der Wahl bestehen, muss das Recht auf Wahleinspruch und gerichtliche Überprüfung gewährleistet sein. Da dies bei den in Deutschland eingesetzten Wahlcomputern nicht gegeben war, erklärte das Bundesverfassungsgericht die Wahlgeräteverordnung am 3. März 2009 für verfassungswidrig. In diesem Urteil wurde auch der bisher ungeschriebene Grundsatz der Öffentlichkeit der Wahl vom Gericht bestätigt.
Diese Frage wird bereits seit einigen Jahren in den USA aufgeworfen, vor allem von dem New Yorker Medienwissenschaftler Mark Crispin Miller. Aufgrund vieler Probleme mit Wahlmaschinen entfernt der Bundesstaat Florida, ursprünglich ein Vorreiter bei Wahlmaschinen, alle Wahlmaschinen bei Wahlen. Das Parlament verabschiedete am 3. Mai 2007 ein Gesetz, das den Einsatz von Papier-Stimmzetteln vorschreibt, um eine Neuauszählung der Stimmen zu ermöglichen, wie die 118 Abgeordneten ihren einstimmigen Entscheid begründeten.
Bei fast allen nationalen Wahlen sind auch internationale Wahlbeobachter, z. B. von der OSZE, zugelassen, um sicherzustellen, dass die Wahlbeobachter nicht selbst wieder eingeschüchtert werden können. Ihre Berichte dienen als wichtige Anhaltspunkte bei der Beurteilung der Wahlfreiheit und damit der Rechtmäßigkeit der Wahl.

## Rechtliches
Wahlfälschungen sind in den meisten Ländern zumindest offiziell strafbar. In Deutschland regeln dies § 107 ff. Strafgesetzbuchs. Besonders in Diktaturen fehlt es aber oft an der unabhängigen Justiz, um gerade Wahlfälschungen durch die Regierung wirksam zu verfolgen.

### Rechtslage in der ehemaligen DDR
Auch in der DDR wurden Wahlfälschungen (formal) unter Strafe gestellt (§ 211 DDR-StGB). Der durch Bürgerrechtler erbrachte Nachweis von Wahlfälschungen bei den Kommunalwahlen in der DDR 1989  war einer der Auslöser der Wende. In der Folge wurde u. a. Hans Modrow (damals SED, dann PDS-Ehrenvorsitzender) als Wahlfälscher verurteilt. Das Verfahren gegen den Wahlleiter Egon Krenz wurde im Herbst 1997 eingestellt, da das Strafmaß für die Wahlfälschung nicht mehr ins Gewicht falle angesichts der gegen ihn bereits ausgesprochenen Verurteilung zu einer mehrjährigen Freiheitsstrafe wegen des Schießbefehls an den Grenzen. Der Bundesgerichtshof hat wegen der Verhinderung jeglicher Überprüfung von Strafanzeigen wegen Wahlfälschung auch die Freisprüche des stellvertretenden Generalstaatsanwalts der DDR vom Vorwurf der Rechtsbeugung aufgehoben sowie dreier weiterer leitender DDR-Staatsanwälte, gegen die kritische DDR-Bürger nach den Kommunalwahlen im Mai 1989 Anzeige erstattet hatten.

### Rechtslage in der Bundesrepublik Deutschland
In Deutschland sind Straftaten bei Wahlen in den § 107 ff. StGB geregelt. Die Strafandrohung erstreckt sich gem. § 108d StGB auf Europa-, Bundestags-, Landtags- und Kommunalwahlen, sowie die Urwahl in der Sozialversicherung.
Die Beeinflussung und Fälschung von Betriebsratswahlen steht gemäß § 119 Betriebsverfassungsgesetz unter Strafe.
Nicht als Wahlfälschung, sondern als Urkundsdelikte mit Strafe bedroht sind Manipulationen anderer Wahlen (z. B. die Wahlen zu Studentenparlamenten, zu den Vertreterversammlungen von Industrie- und Handelskammern oder in Vereinen).
Im Einzelnen stellt das Strafgesetzbuch unter Strafe:
- Wahlbehinderung (§ 107 StGB) betreibt, wer mit Gewalt oder durch Drohung mit Gewalt eine Wahl oder die Feststellung ihres Ergebnisses verhindert oder stört. Höchststrafe ist hier eine Freiheitsstrafe bis zu fünf Jahren.
- Wahlfälschung (§ 107a StGB) betreibt, wer unbefugt wählt, ein unrichtiges Ergebnis einer Wahl herbeiführt oder das Ergebnis verfälscht. Höchststrafe ist hier eine Freiheitsstrafe bis zu fünf Jahren.
- Wahlfälschung kann auch ein Wahlvorstand oder Wahlleiter begehen, wenn er das Ergebnis einer Wahl unrichtig verkündet oder verkünden lässt.
- Auch die Verletzung des Wahlgeheimnisses (§ 107c StGB) steht unter Strafe und ist mit einer Freiheitsstrafe bis zu zwei Jahren bedroht.

Auch der Versuch ist jeweils strafbar.

### Rechtslage in Österreich
In Österreich ist Wahlfälschung gemäß § 261 ff. Strafgesetzbuch (StGB) strafbar. Die Strafandrohung erstreckt sich auf die Wahl des Bundespräsidenten, die Wahlen zu den allgemeinen Vertretungskörpern und zu den satzungsgebenden Organen (Vertretungskörpern) der gesetzlichen beruflichen Vertretungen, für die allgemeinen und unmittelbaren Wahlen in die mit der Vollziehung betrauten Organe einer Gemeinde, für die Wahl zum Europäischen Parlament sowie für Volksabstimmungen und Volksbegehren.
Im Einzelnen stellt das Strafgesetzbuch unter Strafe:
- Wahlbehinderung (§ 262 StGB) betreibt, wer mit Gewalt oder durch gefährliche Drohung einen anderen nötigt oder hindert, überhaupt oder in einem bestimmten Sinn zu wählen. Höchststrafe ist hier eine Freiheitsstrafe bis zu einem Jahr.
- Weiterhin ist Wahlbehinderung mit Freiheitsstrafe von maximal 6 Monaten strafbar, wenn die Wahlbehinderung mit anderen Mitteln erfolgt.
- Täuschung bei einer Wahl oder Volksabstimmung (§ 263 StGB) liegt vor, wenn versucht wird, durch Täuschung einen Dritten zu einer abweichenden Stimmabgabe zu bewegen. Höchststrafe sind 6 Monate.
- Verbreitung falscher Nachrichten bei einer Wahl oder Volksabstimmung (§ 264 StGB), die geeignet sind, Wahl- oder Stimmberechtigte zu beeinflussen, können mit Freiheitsstrafe bis zu sechs Monaten bestraft werden.
- Bestechung von Stimmberechtigten bei einer Wahl oder Volksabstimmung (§ 265 StGB) wird mit Freiheitsstrafe bis zu einem Jahr bedroht.
- Aktiver und passiver Stimmenkauf steht der Bestechung gleich.
- Fälschung des Ergebnisses einer Wahl oder Volksabstimmung (§ 266 StGB) wird mit maximal 3 Jahren Freiheitsstrafe bestraft.
- Wer ohne Wahl- oder Stimmberechtigung oder namens eines anderen unzulässigerweise wählt, wird mit Freiheitsstrafe bis zu sechs Monaten bedroht.
- Verhinderung einer Wahl oder Volksabstimmung (§ 267 StGB), Höchststrafe 3 Jahre.
- Verletzung des Wahl- oder Volksabstimmungsgeheimnisses (§ 268 StGB), Höchststrafe 6 Monate.

### Rechtslage in der Schweiz
In der Schweiz ist Wahlfälschung gemäß Art 279 ff des Schweizerischen Strafgesetzbuchs (StGB) strafbar.
Im Besonderen ist in der Schweiz strafbar:
- Störung und Hinderung von Wahlen und Abstimmungen: Gewaltsames Verhindern einer Wahl oder einer gesetzlichen Versammlung oder die Drohung, dergleichen zu tun.
- Eingriffe in das Stimm- und Wahlrecht: Nötigung oder Androhung einer Nötigung Einzelner oder jemanden dazu zu bringen, in einer bestimmten Weise zu wählen oder jemanden an der Teilnahme der Wahl zu hindern.
- Wahlbestechung: Aktive Bestechung, um jemanden mittels Geschenk o. ä. dazu zu bringen, in einer bestimmten Weise zu wählen oder abzustimmen. Passive Bestechung, ein solches Geschenk anzunehmen.
- Wahlfälschung: Manipulation des Ergebnisses oder einer Unterschriftensammlung für eine Volksinitiative oder ein Referendum.
- Stimmenfang: Planmäßiges Austeilen, Einsammeln oder Ausfüllen von Stimmzetteln, zum Beispiel durch Verteilung von für einen bestimmten Kandidaten/eine bestimmte Option vorausgefüllten Stimmzetteln.
- Verletzung des Abstimmungs- und Wahlgeheimnisses: Sich durch unerlaubtes Vorgehen Kenntnis darüber beschaffen, wer wie gestimmt/gewählt hat.

Außer bei Stimmenfang, der mit Buße bestraft wird, sieht das Gesetz für jeden genannten Punkt eine Höchststrafe von drei Jahren Freiheitsentzug vor.

## Liste (unvollständig) von Wahlfälschungen ab dem Jahr 2000 in Deutschland
Wahlfälschungsskandal von Dachau 2002
- Bei den Kommunal- und Oberbürgermeisterwahlen wurden Stimmzettel in großer Anzahl zugunsten einiger Kandidaten der CSU manipuliert.
- Mitte Mai 2002 legte der CSU-Stadtrat Wolfgang Aechtner sein Amt nieder. Er begründete diesen Schritt mit den Verdächtigungen gegen ihn. Kurz zuvor hatte ein Zeuge mit eidesstattlicher Versicherung erklärt, Aechtner sei in die Wahlmanipulationen verwickelt.
- Nach rund sechsmonatigen Untersuchungen wurde gegen Aechtner und Trifinopoulos Anklage erhoben. Da diese schon während der Untersuchungshaft Geständnisse abgelegt hatten, fielen die Prozesse nach Vorabsprachen zwischen Staatsanwaltschaft und Verteidigung vergleichsweise unspektakulär aus.
- Am 4. Oktober 2004 verurteilte die 3. Zivilkammer des Landgerichts München II die beiden Wahlfälscher zu Zahlung der Kosten für die Nachwahlen an die Stadt und den Kreis Dachau. Am 8. August 2006 wurde der finanzielle Schaden vom Landgericht München II auf zusammen rund 116.300 Euro beziffert, die Aechtner und Trifinopoulos zahlen müssen.

Duisburger Wahlfälschung 2010
- Fünf Duisburger haben bei der Wahl zum Integrationsrat im Jahr 2010 Stimmen gefälscht. Einer der Angeklagten war zur Tatzeit Kandidat der Müslüm Türkler Birgili (MTB). Er schaffte den Sprung in den Integrationsrat nicht, weil sein Listenplatz um wenige Positionen zu weit hinten lag. Die MTB ging mit 28,4 Prozent und fünf Mandaten allerdings als stärkste Gruppierung aus den Wahlen hervor.
- Angesichts des langen zeitlichen Abstandes zu der Tat und der ohnedies nur sehr geringen zu erwartenden Strafen hatten sich die Verfahrensbeteiligten schon beim Prozessauftakt vor einer Woche auf das Angebot einer Verfahrenseinstellung geeinigt.
- Alle fünf Angeklagten akzeptierten diesen Vorschlag und mussten Geldbußen zwischen 500 und 2500 Euro zahlen beziehungsweise zwischen 120 und 200 Stunden gemeinnützige Arbeit leisten.

Wahlfälschung in Halle 2014
- Fälschung der Europawahl im Mai 2014. Hintergrund ist, dass es im Halle-Neustädter Wahlbezirk zu Unregelmäßigkeiten gekommen war: 101 Stimmen wurden zu viel ausgezählt. Die meisten der Stimmen wurden dem Konto der Partei Die Linke zugerechnet.
- Das Ergebnis war später von der Stadt bei einer Nachzählung berichtigt worden.
- Das Amtsgericht Halle hat den Wahlvorstand verurteilt. Manfred D. muss wegen Wahlfälschung bei der Europawahl eine Geldstrafe in Höhe von 7500 Euro zahlen.[14]

Stendaler Wahlbetrug 2014
- Als Stendaler Wahlbetrug wird die Fälschung der Kommunalwahlen am 25. Mai 2014 in Stendal bezeichnet. Dabei wurden für die Stadtrats- und Kreistagswahl mehr Briefwahlunterlagen an bevollmächtigte Personen herausgegeben als erlaubt. Zudem wurden Vollmachten gefälscht und Briefwahlunterlagen von Dritten ausgefüllt.
- Vor der Wahl wurden gefälschte Vollmachten auf den Namen der Suppenfabrikanten Antje und Wolfgang Mandelkow und zwei weitere Personen ausgestellt, in denen diese angeblich ermächtigt wurden, die Briefwahlunterlagen für den Ausstellenden abzuholen. Mitarbeiter der Firma holten die Wahlunterlagen aus dem Rathaus und gaben sie an den damaligen Stadtrat Holger Gebhardt (CDU) weiter, der die Unterlagen zu seinen Gunsten ausfüllte.
- Am 8. November 2014 erklärte Holger Gebhardt seinen Austritt aus der CDU und seinen Rücktritt vom Stadtratsmandat. Später kündigte ihm auch die Stadt fristlos das Arbeitsverhältnis.
- Bei der Wiederholung der Briefwahl am 9. November 2014 büßte die CDU 9 Prozentpunkte ein. Da auch die Nachwahl von den Folgen der Wahlfälschung überschattet wurde, musste am 21. Juni 2015 der Stadtrat komplett neu gewählt werden.
- Im März 2017 wurde Gebhardt wegen Wahlfälschung in rund 300 Fällen vom Landgericht Stendal zu zwei Jahren und sechs Monaten Haft verurteilt. Das Gericht kam zu der Überzeugung, dass er auf Druck von Hintermännern gearbeitet habe. Der CDU-Kreisvorstand trat daraufhin geschlossen zurück. Gebhardts Anwalt legte gegen das Urteil Revision ein. Im August 2017 verwarf der Bundesgerichtshof die Revision in weiten Teilen. Er erkannte lediglich auf weniger Fälle der Urkundenfälschung, setzte das Strafmaß aber nicht herab. Das Urteil des Landgerichts ist damit rechtskräftig.

Hamburger Wahlbetrug 2015
- Ein junger Wahlkampfkoordinator der Hamburger Grünen hatte zur Bürgerschaftswahl Dutzende Briefwahlunterlagen gefälscht. Der damals 20-Jährige hatte dafür zahlreiche Bekannte angestiftet, ihm ihre Briefwahlunterlagen unausgefüllt zu überlassen. Er selbst hatte dann das Kreuz bei einem grünen Kandidaten gemacht und auch die Unterschrift des Wahlberechtigten gefälscht. Murat Gözay hatte in Billstedt daraufhin ungewöhnlich viele Stimmen erhalten. Dafür gesorgt hatte der Wahlkampfhelfer. In anderen Fällen hatte er Wähler angeleitet, wie sie die Unterlagen ausfüllen sollten.
- Auf dem Strafbefehlswege wurde er Ende November 2018 zu zwölf Monaten auf Bewährung verurteilt.

Wahlfälschung von Quakenbrück 2016
- Bei Kommunalwahlen erreichte die Partei von Andreas Maurer (Die Linke) in der Quakenbrücker Briefwahl über 60 % der Stimmen, wobei sie auf Kreisebene bei 3,2 % lag. Einige Wähler hatten Briefwahlunterlagen erhalten, obwohl sie diese nicht beantragt hatten, und Briefwahlunterlagen waren aus Briefkästen gestohlen worden. Mehreren Wählern, die am Wahltag persönlich wählen wollten, wurde gesagt, sie hätten bereits per Briefwahl gewählt. Außerdem waren einige Briefwahlunterlagen mit gefälschten Unterschriften versehen.
- In dem anschließenden Gerichtsverfahren stellte sich heraus, dass Maurer und seine Komplizen von Haus zu Haus gingen und Personen, die die deutsche Sprache nicht gut beherrschten, anwiesen, Briefwahlunterlagen zu beantragen. Später füllten Maurer und seine Komplizen die Stimmzettel aus und fälschten die Unterschrift des jeweiligen Wählers. Das Landgericht Osnabrück verurteilte Maurer wegen Wahlfälschung zu sieben Monaten und einer Woche auf Bewährung, was der Bundesgerichtshof nach Revision bekräftigte.

„Schummelei“ in Hamm 2020
- Cevdet Gürle wollte für seine Wählergemeinschaft „Pro Hamm“ Oberbürgermeister der Stadt Hamm werden.
- Die Wählergemeinschaft „Pro Hamm“ stand nun im Visier von Polizei und Staatsanwaltschaft. Wahlfälschung, Fälschung von Wahlunterlagen, Wählernötigung oder Wählertäuschung standen im Raum. Die Wahlunterlagen von Erstwählern und noch nicht Wahlberechtigten sollten offenbar abgegriffen worden sein. Die Spur führte dabei in Gürles Sportverein „Taekwondo Herringen“, in dem er als Vorsitzender und Trainer aktiv ist.[25]
- Zunächst sei „Pro-Hamm“-Vorsitzender Cevdet Gürle, der auch als Spitzenkandidat der Wählergemeinschaft für die Kommunalwahl antritt, in der Strafanzeige als „Ansprechpartner“ benannt worden. Sollte es zu einer Anklage und einem Prozess kommen, reicht das Strafmaß bei einer Verurteilung von Geldstrafen bis zu mehreren Jahren Haft.

## Angebliche Wahlfälschung als politische Kampagne
Ein Vorwurf angeblicher Wahlfälschung kann Populisten als Basis einer politischen Kampagne dienen; so bedient sich beispielsweise der US-amerikanische Politiker Donald Trump seit seiner Abwahl aus dem Amt des US-Präsidenten fortgesetzt einer solchen Verschwörungstheorie (siehe Big Lie).